# Toomalõuka
Toomalõuka is een plaats in de Estlandse gemeente Saaremaa, provincie Saaremaa. De plaats heeft de status van dorp (Estisch: küla) en telt 17 inwoners (2021).
Tot in oktober 2017 behoorde Toomalõuka tot de gemeente Salme en sindsdien tot de fusiegemeente Saaremaa.
De plaats ligt aan de zuidwestkust van het eiland Saaremaa.
Toomalõuka werd voor het eerst genoemd in 1730 als boerderij op het landgoed van Lõmala onder de naam Thoma louca Laas. In 1798 was Toomalõuka onder de naam Tomalauka een dorp geworden.